# ريتشارد رودجر
ريتشارد رودجر (1 أكتوبر 1947 بنورتش في المملكة المتحدة - ) (بالإنجليزية: Richard Rodger) هو لاعب كريكت بريطاني. شارك مع منتخب اسكتلندا الوطني للكريكت. أما مع النوادي، فقد لعب مع Cheshire County Cricket Club ‏.

## وصلات خارجية
- ريتشارد رودجر على موقع إي آس بي آن كريك إنفو (الإنجليزية)